# Roland Andersson
Åke-Erik Roland Andersson (Malmö, 25 novembre 1950) è un allenatore di calcio ed ex calciatore svedese, di ruolo difensore.

## Palmarès

### Giocatore

#### Competizioni nazionali
- Campionato svedese: 2

Malmö: 1974, 1977
- Coppa di Svezia: 3

Malmö: 1974, 1978, 1980